# José García Buitrón
José García Buitrón (Toreno, León, 14 de junio de 1945-Madrid, 17 de septiembre de 2022) fue un médico y político español.

## Biografía
Nacido en la localidad leonesa de Toreno, un pueblo de la cuenca minera berciana entre Ponferrada y Villablino. Su padre era médico que murió joven, mientras que su madre, maestra, falleció a los 97 años.
José se trasladó a Palencia donde estudió en un colegio marista durante once años, continuó su formación en la Universidad de Santiago de Compostela, donde se licenció en Medicina (1969); y se especializó en nefrología en Barcelona y urología en Madrid.
Inició su labor médica en el entonces Hospital Juan Canalejo (1975). Allí fue uno de los creadores de la Unión Gallega de Salud y responsable de la Oficina de Coordinación de Trasplantes de Galicia. Fue uno de los responsables del primer trasplante realizado en Galicia, una intervención de riñón que tuvo lugar el 21 de enero de 1981. Realizó diversos trasplantes en lugares como: Trinidad y Tobago, Cuba, o el Sáhara. Fue director-gerente del Complejo Hospitalario Universitario de La Coruña.
Su primera incursión en el campo político, le llevó a presentarse como candidato con la formación Unidade Galega que dirigía el exalcalde coruñés Domingos Merino. Después se afilió a Esquerda Galega (hasta 1986), que desde 1984 estaba integrado en el PSG-EG. En 2007 hizo campaña con el Partido Socialista Obrero Español, aunque se mostró muy crítico con el presidente del Gobierno Pedro Sánchez, hasta el punto de afirmar con rotundidad (2014): «Si es elegido Pedro Sánchez abandono el PSOE». Y así fue.
Con todo, continuó su actividad política como responsable del área de Salud de Podemos Galicia. En las elecciones generales de 2016 se presentó al Senado por la coalición electoral En Marea en la provincia de La Coruña y fue elegido senador. En el Cámara Alta, fue portavoz de las Comisiones de Defensa; y de Sanidad y Servicios Sociales (9 de febrero al 2 de mayo de 2016).
José falleció a los 77 años, en Madrid el 17 de septiembre de 2022, de manera repentina.